# Jacques Arndt
Jacques Arndt (geboren als Jacques Abrahamer 8. Jänner 1914 in Sarajewo, Kondominium Bosnien und Herzegowina; gestorben 2012 in Buenos Aires) war ein österreichisch-argentinischer Schauspieler, Regisseur und Journalist.

## Leben
Jacques Abrahamer war ein Sohn des Österreichers Leo Abrahamer und der Ungarin Rudolfine Reiss, er nannte sich später Arndt. Er besuchte in Wien ein Realgymnasium. Er wirkte dort als Kind am Burgtheater sowie an kleinen Theatern, etwa dem Theater der Jugend und geriet im Rahmen einer Aufführung von Friedrich Schillers Wallensteins Lager in eine Kundgebung der Hitler-Jugend, gegen die er protestierte. Nachdem er im Jahr 1938 über Luxemburg und Marseille nach Südamerika (Montevideo, Uruguay und anschließend Argentinien) geflohen war, sah er seine von den Nazis ermordete jüdische Mutter nie mehr wieder. In Buenos Aires wurde er – im Jahr 1941 zunächst bei P. Walter Jacob an der Freien Deutschen Bühne – ein anerkannter Schauspieler, Regisseur und Journalist.
In Argentinien drehte er neben seinen Theaterarbeiten bis in die 1990er Jahre hinein insgesamt 39 Filme. Auch als Regisseur für Musicals und TV-Shows hat er sich in mehreren lateinamerikanischen Ländern profiliert. Er gilt darüber hinaus als einer der Pioniere des argentinischen Radios und Fernsehens. Seine Sendung "La Agenda de Jacques" auf Radio Cultura (Buenos Aires) lief mit ihm bis in sein höchstes Alter. Er wirkte zeitweilig auch als Journalist: so schrieb er für das Argentinische Tageblatt.
Im Jahr 1997 wurde er zu einer Premiere von Franz Werfels Jacobowsky und der Oberst in das Wiener Theater in der Josefstadt eingeladen und vom österreichischen Bundeskanzler Viktor Klima empfangen.